# Soce

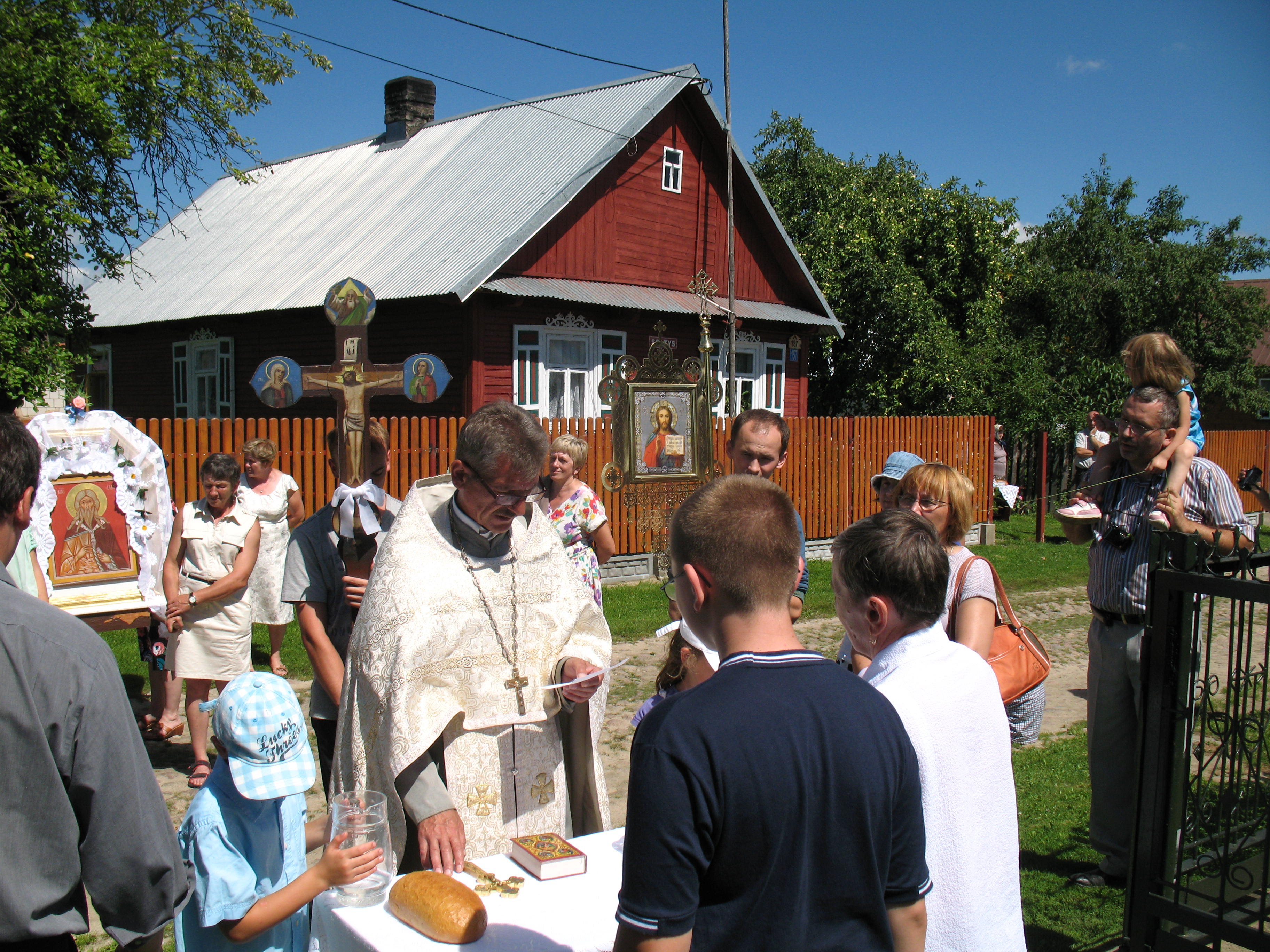
Soce podczas procesji, w tle dom nr 157 z zachowanymi ludowymi ornamentami

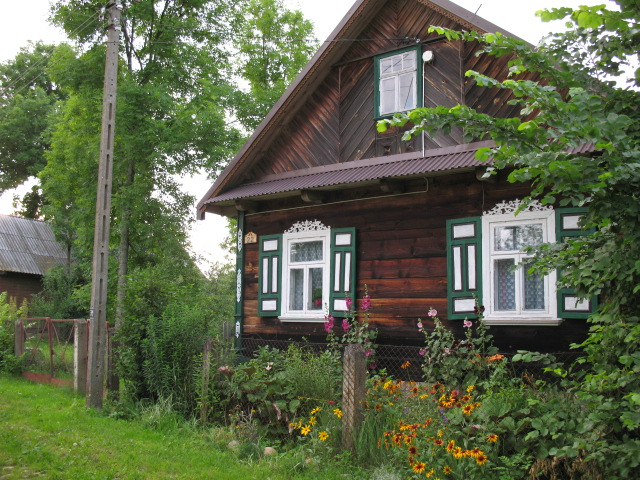
Dom nr 22 zdobiony charakterystycznymi dla wsi okiennicami, nagrodzony w konkursie na Najlepiej Zachowany Zabytek Wiejskiego Budownictwa Drewnianego w województwie podlaskim w 2017 r.

Soce (biał. Сацы, ros. Соцы, w miejsc. gwarze Saćjè) – zabytkowa wieś w północno-wschodniej Polsce położona w województwie podlaskim, w powiecie hajnowskim, w gminie Narew. Leży nad rzeką Rudnią (prawy dopływ rzeki Narwi).
| SIMC    | Nazwa      | Rodzaj    |
| ------- | ---------- | --------- |
| 0036587 | Podłuże    | część wsi |
| 0036593 | Wyterebek  | część wsi |
| 0036601 | Zamostocze | część wsi |

Miejscowość znajduje się ok. 30 km na południowy wschód od Białegostoku i 30 km na północny zachód od Hajnówki.
Ze względu na wyjątkowo dobrze zachowaną tradycyjną drewnianą architekturę, wieś stanowi jedną z miejscowości Krainy Otwartych Okiennic.
Soce zamieszkują autochtoniczni Rusini podlascy (tzw. Tutejsi) wyznający prawosławie i na co dzień posługujący się dialektem zachodniopoleskim języka ukraińskiego (ukraińską gwarą podlaską), przesiąkniętym elementami polskimi, białoruskimi i częściowo rosyjskimi. Ten specyficzny język mieszkańców Soc uznać należy obecnie za zagrożony wymarciem, gdyż umiejętność posługiwania się nim ograniczona jest do grupy osób w podeszłym wieku i nie jest on przekazywany młodszym pokoleniom.
Wieś w 2011 roku zamieszkiwało 99 osób.

## Historia wsi

### XVI–XVIII w.
Nazwa wsi pochodzi najprawdopodobniej od socenia, czyli sączenia, ponieważ pierwsi osadnicy po przybyciu w okolice dzisiejszych Soc zastali niewielki strumyczek, ledwie sączący się z ziemi. Pierwsza pisana wzmianka o wsi pochodzi z 1560 roku, kiedy to wieś ta należała do wójtostwa Trościanickiego.
Wieś Soce powstała w wyniku królewskich procesów regulacyjnych związanych z pomiarą włóczną. Pierwsza wzmianka o Socach pochodzi z 1541 r., kiedy to wójt trościanicki Ignacy Protasewicz otrzymał od króla dokument, mocą którego Zygmunt Stary cofnął m.in. zbyt wielkie obciążenia, jakie na poddanych podporządkowanych dworowi trościanieckiemu, nałożyła wcześniej królowa Bona. Wieś wzmiankowana była też w lustracji województwa podlaskiego z 1576 r. jako wchodząca w skład starostwa bielskiego, folwarku Stołowacz, przynależącego zaś do wójtostwa trościanieckiego. W 1759 r. wystawiono w Socach karczmę.
W XVIII wieku parafia w Puchłach przyjęła postanowienia Unii brzeskiej, stając się odtąd parafią greckokatolicką. Część mieszkańców Soc pozostawała przy prawosławiu, dlatego pozbawieni cerkwi dyzunici z Soc korzystali z posługi duszpasterskiej pustelników z okolic pobliskiej wsi Odrynki – byli to mnisi-uciekinierzy ze stopniowo przejmowanych przez Kościół unicki monasterów prawosławnych. Na fakt ten wskazuje zachowany do dziś w tej okolicy szczególny kult św. Antoniego Pieczerskiego – patrona pustelników (w Socach i pobliskiej Trześciance poświęcone są mu nawet krzyże wotywne). Opiekę duszpasterską nad prawosławnymi Soc i okolic sprawował także pozostający przy prawosławiu monaster w Zabłudowie. Dopiero w 1839 roku, już w Imperium Rosyjskim, na mocy postanowień synodu połockiego parafia w Puchłach powróciła do prawosławia, co pod egidą cara Mikołaja I przyczyniło się do stopniowego wypierania lokalnej obrzędowości liturgicznej nadając jej cechy typowo rosyjskie (m.in. poprzez całkowite usunięcie tutejszej gwary rusińskiej z życia cerkiewnego na rzecz literackiego języka rosyjskiego).

### XIX wiek
Mimo analfabetyzmu, jaki powszechnie występował w XIX wieku wśród ludności chłopskiej, Soce podobnie jak i reszta wsi podlegających wówczas parafii prawosławnej w Puchłach, zdecydowanie odróżniały się pod tym względem. Zdecydowana większość ludności umiała tu bowiem czytać i pisać. To wszystko ówcześni Sycze (jak się określa mieszkańców Soc) zawdzięczali pozytywistycznej działalności miejscowych prawosławnych księży Grzegorza i Flora Sosnowskich. Duchowni ci zakładali w swojej parafii sieć szkółek dla dzieci miejscowych biednych chłopów, widząc w tym szansę na awans społeczny tego najbardziej zubożałego stanu. W ten sposób chcieli oni poprawić sytuację zacofanej i przepełnionej ówcześnie podlaskiej wsi. Szkoła w Socach powstała w 1884 roku, a na początku lat 90. XIX w. została przekształcona w jednoklasówkę cerkiewno-parafialną. Dzięki otrzymywaniu stałych funduszy synodalnych z Sankt Petersburga popularność placówki zwiększyła się. Jej działalność była ściśle powiązana ze znanym w całym Imperium Rosyjskim Seminarium Nauczycielskim im. Świętych Cyryla i Metodego w uroczysku Stawok (niedaleko Trześcianki), skąd pochodziła znaczna część grona pedagogicznego szkoły. Placówka działała do 1915 roku. Pamięć o piśmiennych przodkach była powodem do dumy i długo ją pielęgnowano wśród miejscowej ludności. W 1866 r. notowano w Socach 80 domów, zaś w 1902 r. wieś liczyła 88 domów i 580 mieszkańców.

### XX wiek
Rok 1915 czarno zapisał się w historii Soc. Z polecenia cara Mikołaja II mieszkańców wsi w obawie przed nadchodzącym frontem niemieckim zmuszono (podobnie jak większość prawosławnych mieszkańców zachodnich guberni Imperium Rosyjskiego w ramach tzw. bieżeństwa) do ewakuacji w głąb Rosji. Zaczęli oni powracać (nie wszyscy) dopiero po 1919 roku. Wracano na kompletne ruiny i zgliszcza, sama ludność znajdowała się w bardzo ciężkiej sytuacji materialnej. Po zakończeniu I wojny światowej niepodległe już polskie władze nie zaakceptowały istnienia samodzielnej parafii prawosławnej w Puchłach ani w Trześciance. Mieszkańców Soc skierowano aż do cerkwi w Rybołach, co ujemnie odbiło się na ich życiu religijnym. Te nowe okoliczności, w jakich znaleźli się mieszkańcy Soc, były powodem licznych, nieznanych dotąd frustracji, które w znaczny sposób przyczyniły się do powstania, działającego do wybuchu II wojny światowej, ruchu sekciarskiego pod przywództwem samozwańczego proroka Ilji (Eliasza Klimowicza ze wsi Stara Grzybowszczyzna niedaleko Krynek). Prorok Ilja miał swych zwolenników wśród części ludności Soc, co odnotowane jest w kronice parafialnej puchłowskiej cerkwi. W okresie międzywojennym zarówno w Socach, jak i w okolicznych wsiach swą działalność prężnie rozwijała także wspólnota adwentystyczna, której członkowie nazywani byli przez miejscowych subotnikami. W tym okresie, w jednej z chłopskich chałup, powstał zbór Kościoła Adwentystów Dnia Siódmego, który kontynuował swoją działalność także po zakończeniu II wojny światowej. Nabożeństwa w zborze w Socach odprawiane były w języku białoruskim.
Według spisu ludności z 1921 r. wieś Soce zamieszkiwały 323 osoby, z czego 316 zadeklarowało wyznanie prawosławne, a 7 adwentystyczne. Jednocześnie białoruską przynależność narodową zadeklarowało wówczas 295 osób (co stanowiło 92% wszystkich mieszkańców wsi), zaś polską 28 osób (czyli pozostałe 8% mieszkańców).
Sytuacja życiowa mieszkańców zmieniła się po II wojnie światowej. Na mocy układu z dnia 9 września 1944 r. zawartego pomiędzy Polskim Komitetem Wyzwolenia Narodowego a Rządem Białoruskiej Socjalistycznej Republiki Rad, dotyczącego ewakuacji ludności polskiej z terytorium B.S.R.R. i ludności białoruskiej z terytorium Polski Ludowej, prowadzono na Podlasiu politykę agitacji mającą na celu zachęcić Białorusinów z Białostocczyzny do opuszczenia rodzinnych stron i trwałej migracji do ZSRR. W następstwie tej polityki oraz działalności nieprzychylnego ludności białoruskiej polskiego zbrojnego podziemia niepodległościowego kilkanaście rodzin z Soc zdecydowało się na trwałą migrację do Związku Radzieckiego. Ich dalsze losy nie są znane. W latach 60., 70. i 80. XX wieku większość mieszkańców emigrowała do aglomeracji miejskich, co spowodowało proces wyludnienia wsi. Na fali tych trendów demograficznych na przełomie lat 60. i 70. zlikwidowano szkołę podstawową, a młodzież szkolną skierowano do oddalonej o 3 kilometry szkoły w Trześciance, zaś po likwidacji i tej placówki w latach 90. jej uczniów przyłączono do zespołu szkół w Narwi. W latach 1975–1998 miejscowość administracyjnie należała do województwa białostockiego.

## Zabytki

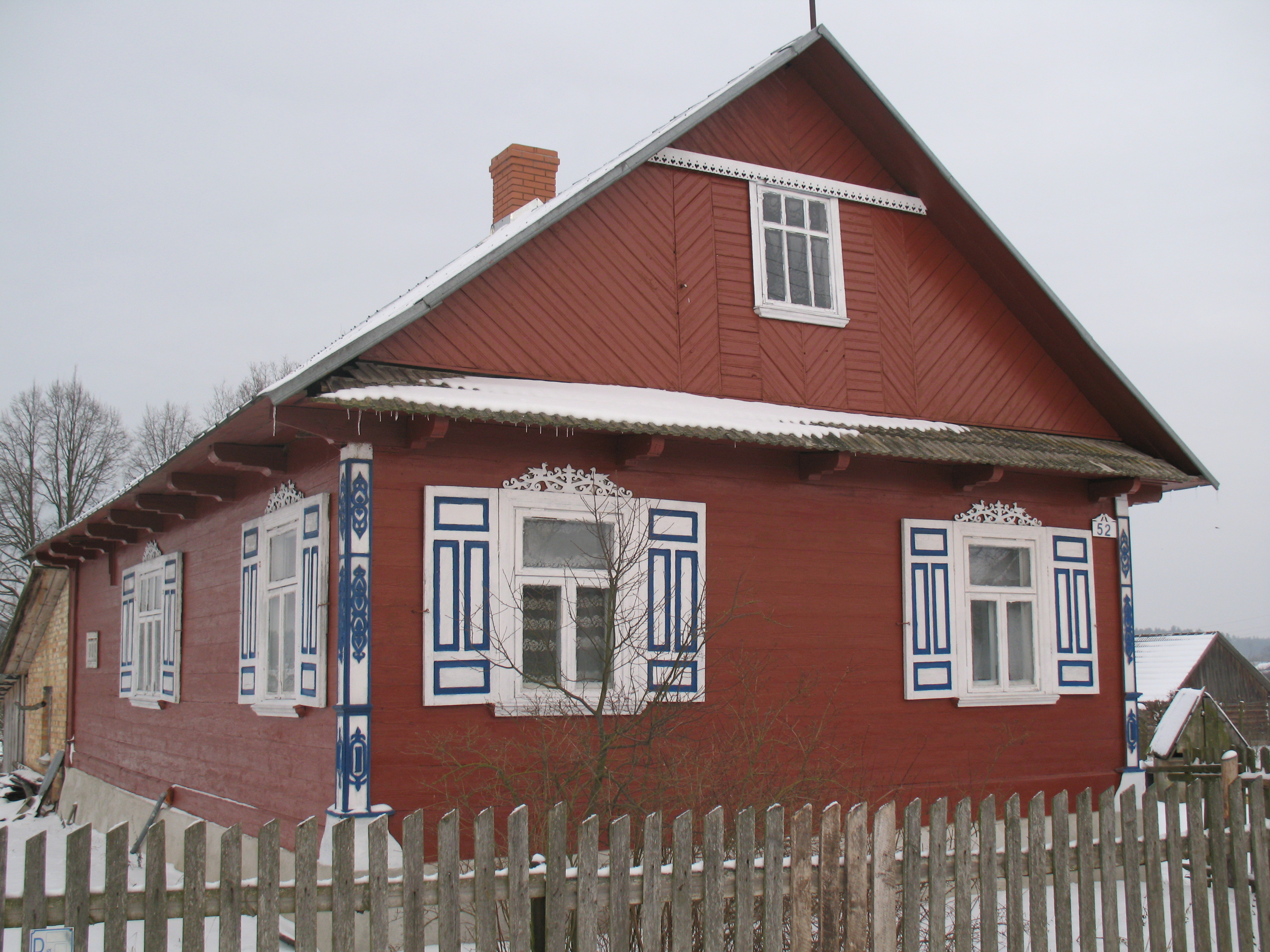
Dom nr 52 ze zdobionymi węgłami i okiennicami, nagrodzony w konkursie na Najlepiej Zachowany Zabytek Wiejskiego Budownictwa Drewnianego w województwie podlaskim w 2016 r.

Wieś Soce znajduje się w okolicy obfitującej w dobrze zachowane oryginalne zespoły zabudowy drewnianej. Nieopodal znajdują się takie miejscowości jak: Trześcianka, Ciełuszki czy Kaniuki. Pierwsza z nich, podobnie jak Soce, także posiada status zabytku.
W Socach zachował się tradycyjny układ dwuczęściowej wsi szeregowej. Oznacza to, że miejscowość składa się z dwóch równoległych do siebie zwartych osad tzw. ulicówek, pomiędzy którymi przepływa rzeka Rudnia. Mają też one swe nieoficjalne nazwy, a są nimi: Mokrany i Suchlany. To właśnie w tej pierwszej znajduje się cerkiewka św. Proroka Eliasza. W Socach domostwa ustawione są zazwyczaj szczytami do drogi, przy czym domy po jednej stronie ulicy postawione są tyłem (ciemną spiżarnią, komorą) do drogi, zaś po drugiej stronie – przodem z oknami i charakterystycznymi okiennicami (kuchnią i pokojami). Taki układ wsi szeregowej wynika z tego, iż spiżarnie lokowane były po północnej (chłodniejszej) stronie chaty, dla ułatwienia przechowywania żywności.

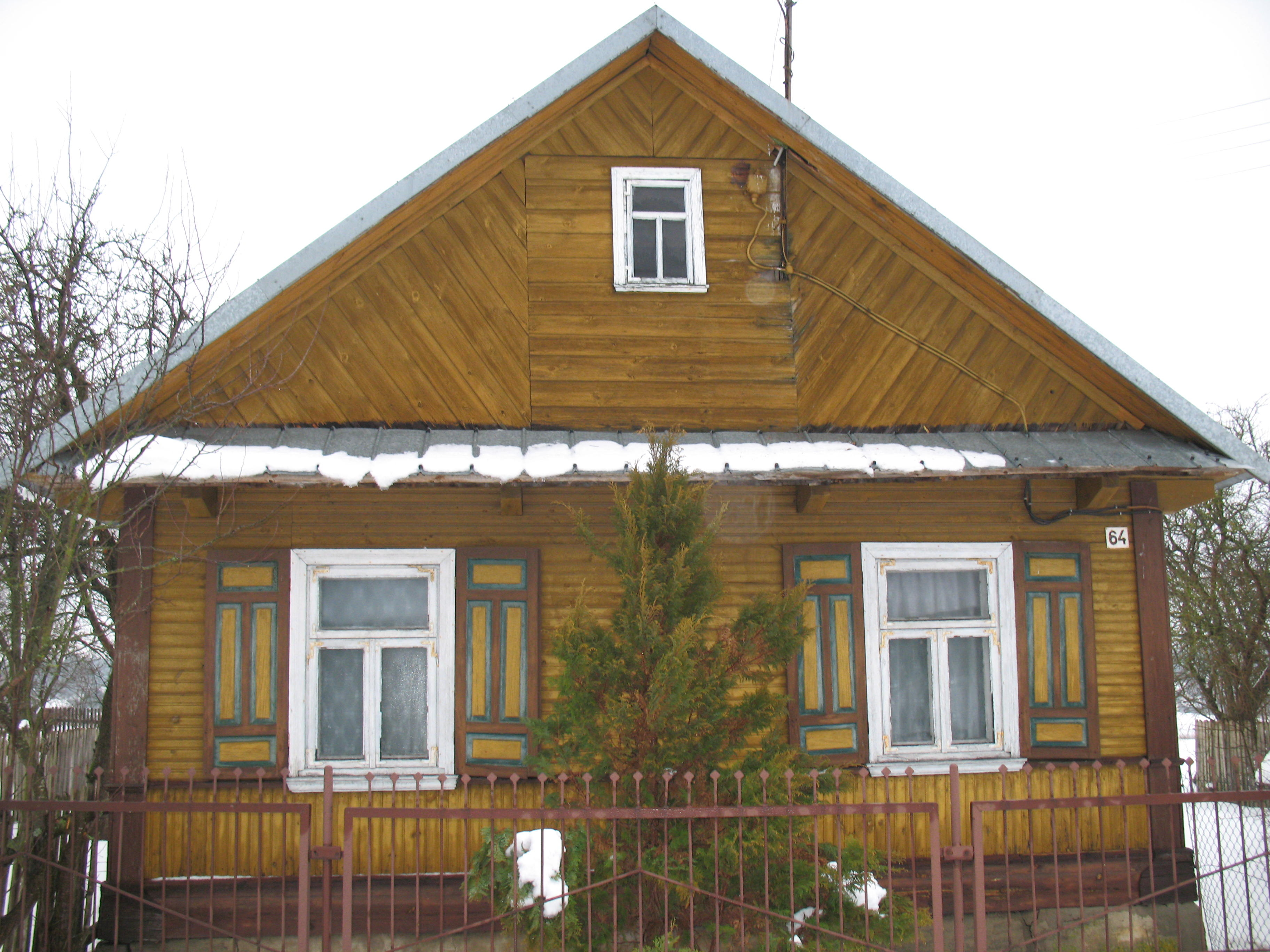
Dom nr 64 zdobiony okiennicami i szalunkiem

W Socach niemal wszystkie budynki gospodarcze i mieszkalne są drewniane. W ogromnej części z nich zachowała się bogata dekoracja snycerska w formie nad- i podokienników, okiennic, wiatrownic, narożników oraz ozdobne oszalowania elewacji i szczytów chłopskich chałup. W Socach można podziwiać komponującą się w kwadraty, trójkąty czy romby szalówkę, wycinane w drewnie ornamenty roślinne, hafty, krzyże czy motywy zwierzęce. Ornamentyka ta, niespotykana w innych regionach Polski, nawiązuje do zdobnictwa stosowanego w rosyjskim budownictwie ludowym. Należy dodać, że specyfiką wyróżniają się również same gospodarstwa: niewielkie, wąskie i podłużne, na planie prostokąta, na które – prócz domostw składają się głównie: chlew, kurnik, szopa i stodoła, czasem także spichlerz i dodatkowa obora.

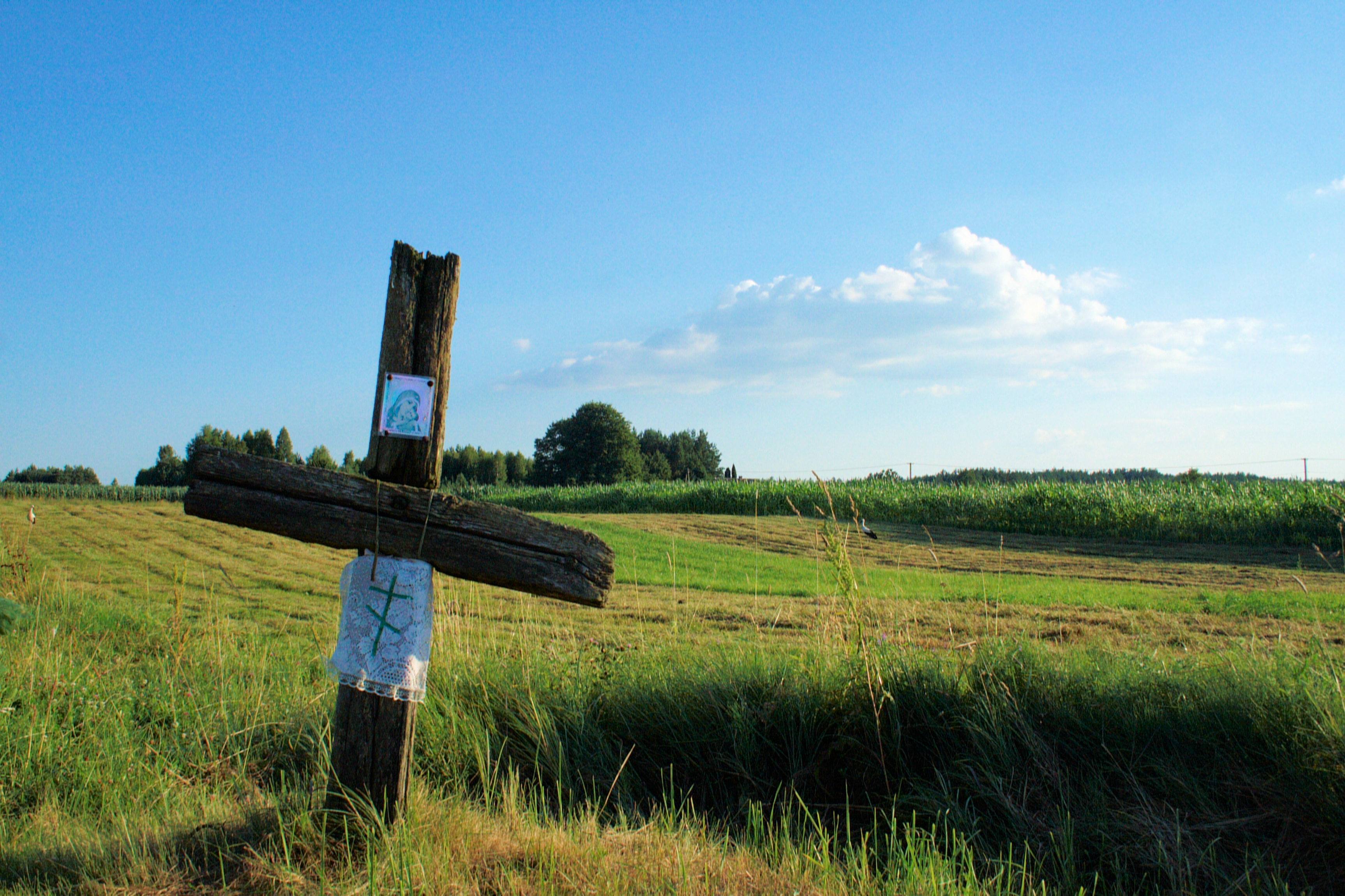
Krzyż wotywny na wschodnim krańcu wsi

W wyniku modernizacji i braku szacunku do tradycji przodków specyficzne okiennice i zdobienia, z których wieś jest tak znana, zanikają. Letnicy, unowocześniając chłopskie zagrody i domostwa, dostosowują obiekty do swych potrzeb, przez co te tracą swój poprzedni, tradycyjny charakter, a cały ich urok ginie. Dlatego też realizowany od 2001 roku projekt Krainy Otwartych Okiennic ma na celu ratowanie ginącego krajobrazu kulturowego doliny rzeki Narwi. W ramach wspomnianego projektu odnowiono kilka wiekowych budynków mieszkalnych we wsiach Soce i Puchły poprzez odmalowanie ozdobnych okiennic czy narożników. Część z nich potrzebowało drobnych napraw stolarskich. Inicjatorem tego czynu jest Północnopodlaskie Towarzystwo Ochrony Ptaków.
We wsi znajdują się ponadto:

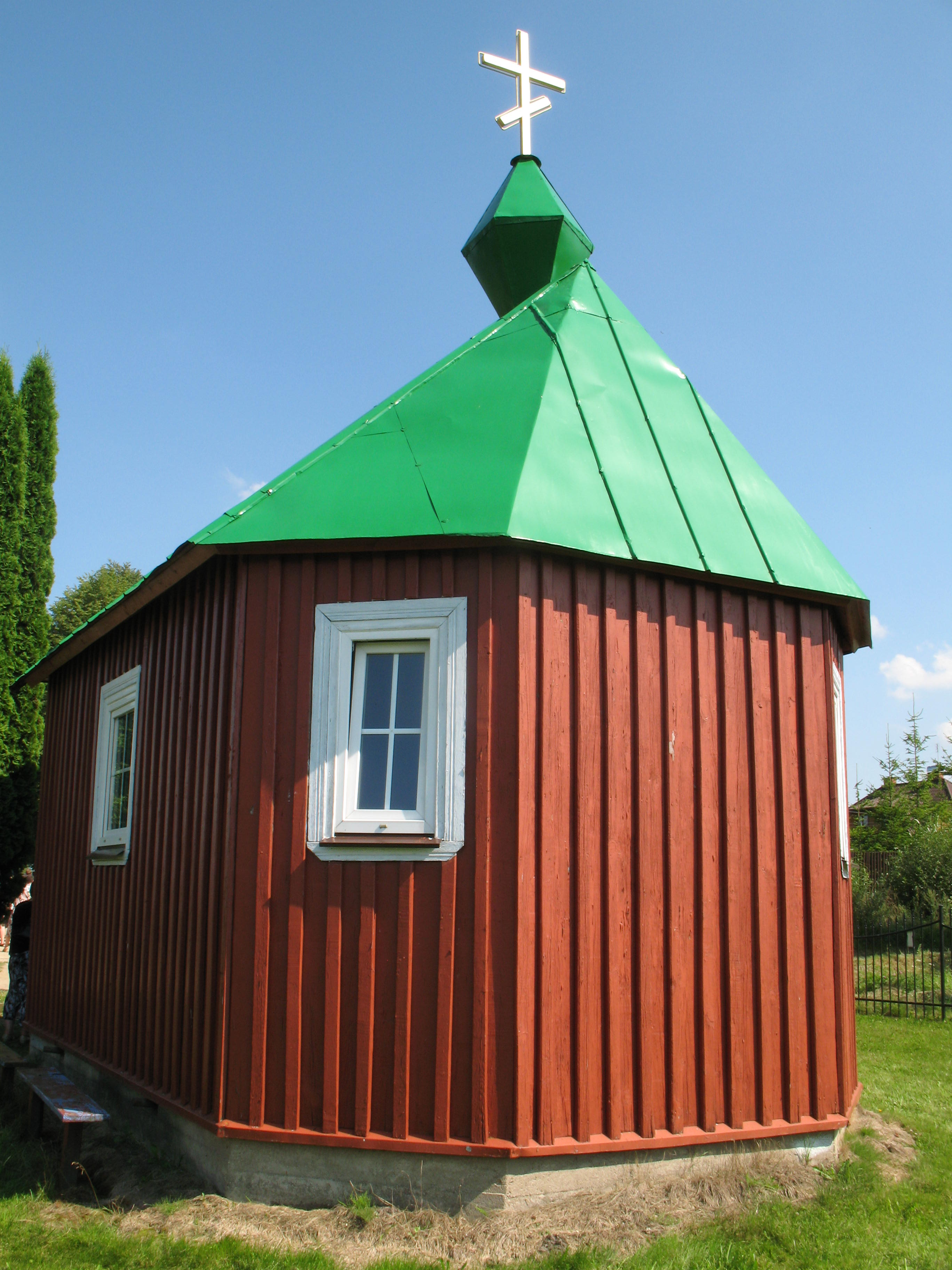
Drewniana kaplica na południowo-zachodnim krańcu wsi

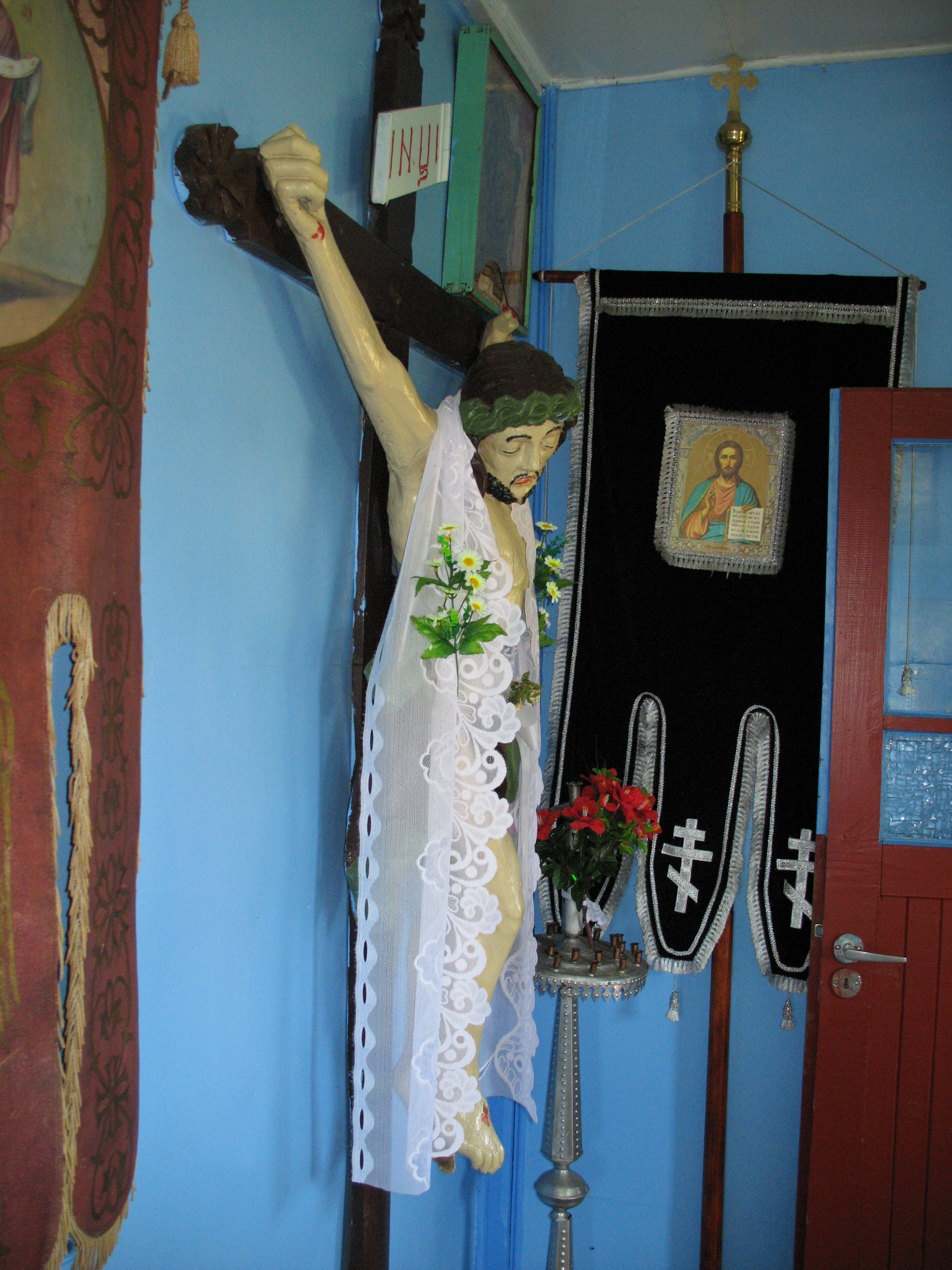
Krucyfiks, w miejsc. gwarze raspiatije dłuta ludowego rzeźbiarza-samouka Janka Kuleszy(☦1935) z końca XIX w. w cerkiewce w Socach

- Drewniana kaplica prawosławna pod wezwaniem św. Proroka Eliasza z pocz. XX wieku rozbudowana w 1990 z unikatowym wyposażeniem: charakterystycznymi, częściowo neounickimi ikonami oraz rzeźbionymi, ludowymi krucyfiksami niespotykanymi w prawosławiu. Kaplica należy do parafii w Puchłach.
- Na każdym końcu wsi stoją kute z żelaza łącznie cztery krzyże wotywne na kamiennych postumentach z wyrytymi cyrylicą intencjami, pochodzące z 1895. To najpewniej z nimi wiąże się miejscowa legenda o cudownym wybawieniu mieszkańców wsi od szalejącej wówczas zarazy.
- Nad potokiem Hatok (prawy dopływ rzeki Rudni) znajduje się zrewitalizowana w 2005 dębowa kaplica słupowa z 1861 z rytą w drewnie ikoną św. Jana Chrzciciela. Postawiono ją staraniem jednego z mieszkańców miejscowości, najprawdopodobniej z wdzięczności Bogu i carowi za uwłaszczenie chłopów w Cesarstwie Rosyjskim w 1861[12].
- We wsi znajduje się także drewniany budynek dawnej szkoły podstawowej, zlokalizowany przy drodze do Puchłów. Szkoła Podstawowa w Socach działała do końca lat 60. XX wieku i obecnie jej budynek stanowi własność prywatną.

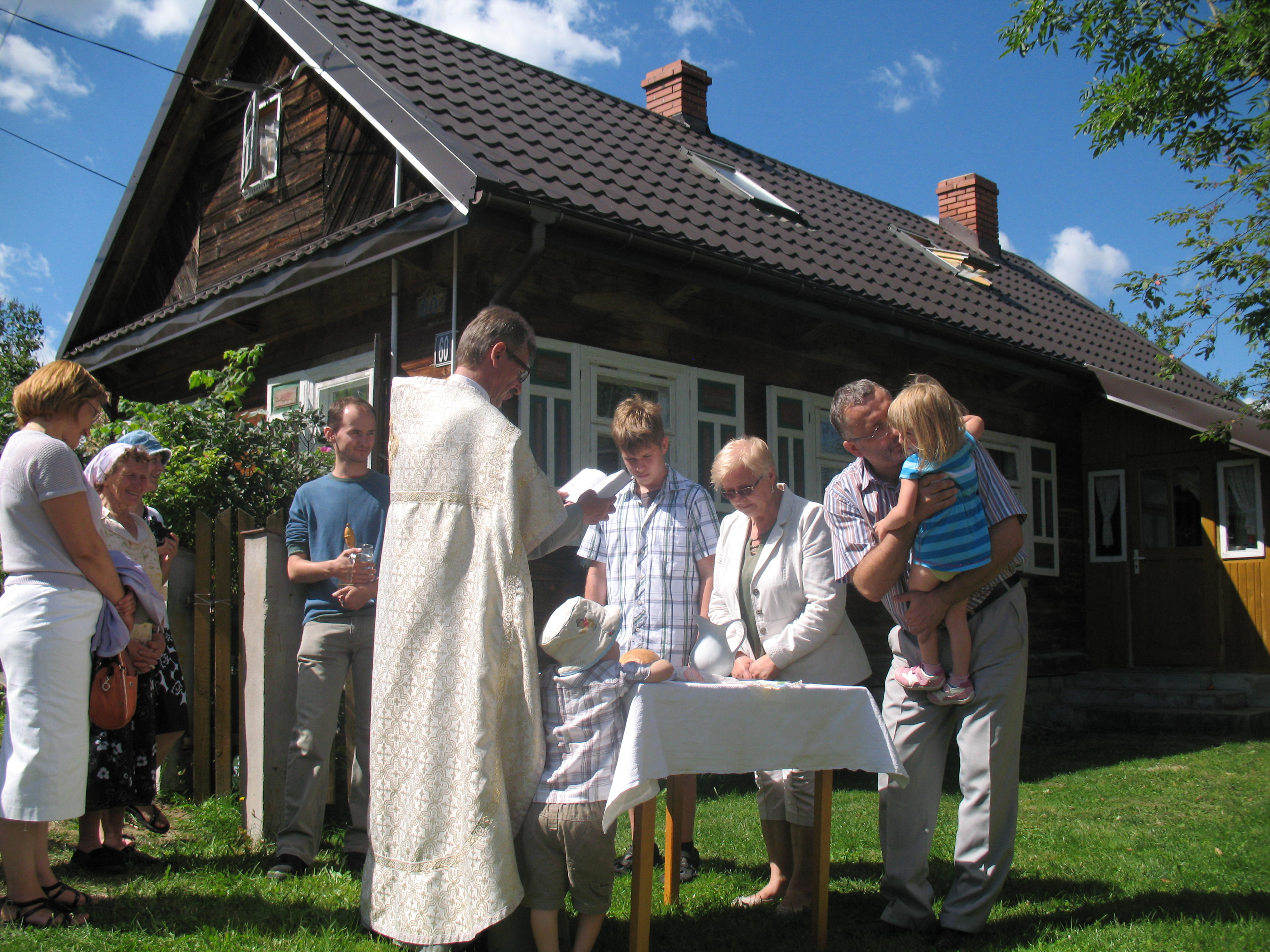
Soce podczas procesji, w tle dom nr 60 nagrodzony w konkursie na Najlepiej Zachowany Zabytek Wiejskiego Budownictwa Drewnianego w województwie podlaskim w 2015 r.

## Turystyka
Przez wieś lub jej najbliższe okolice przechodzą takie szlaki turystyczne jak:
- Kraina Otwartych Okiennic,
- Szlak Świątyń Prawosławnych[16],
- Podlaski Szlak Bociani,
- Podlaski Szlak Kulturowy „Drzewo i Sacrum”.

W Socach działają trzy gospodarstwa agroturystyczne.
W 2014 r. powstał tu także Skansen, a w maju 2016 r. Muzeum Wsi Soce.

## Inne
Prawosławni mieszkańcy wsi przynależą do parafii pw. Opieki Matki Bożej w pobliskich Puchłach.
W 2011 roku pojawiła się inicjatywa wpisania wsi do rejestru zabytków, co spotkało się ze sprzeciwem ze strony jej mieszkańców. Lokalnej społeczności zależało wówczas na wylaniu asfaltu, uzasadniając to fatalnym stanem dotychczasowej nawierzchni z kamienia polnego (tzw. kocich łbów), na co z kolei nie wyraził zgody konserwator zabytków. Ostatecznie w 2017 r. z inicjatywy wójta Andrzeja Pleskowicza i wbrew zaleceniom konserwatora zabytków kamienną nawierzchnię zastąpiono tanią kostką brukową (tzw. polbrukiem), zaś samą drogę znacznie zwężono, co wywołało oburzenie mieszkańców, działaczy społecznych i turystów.

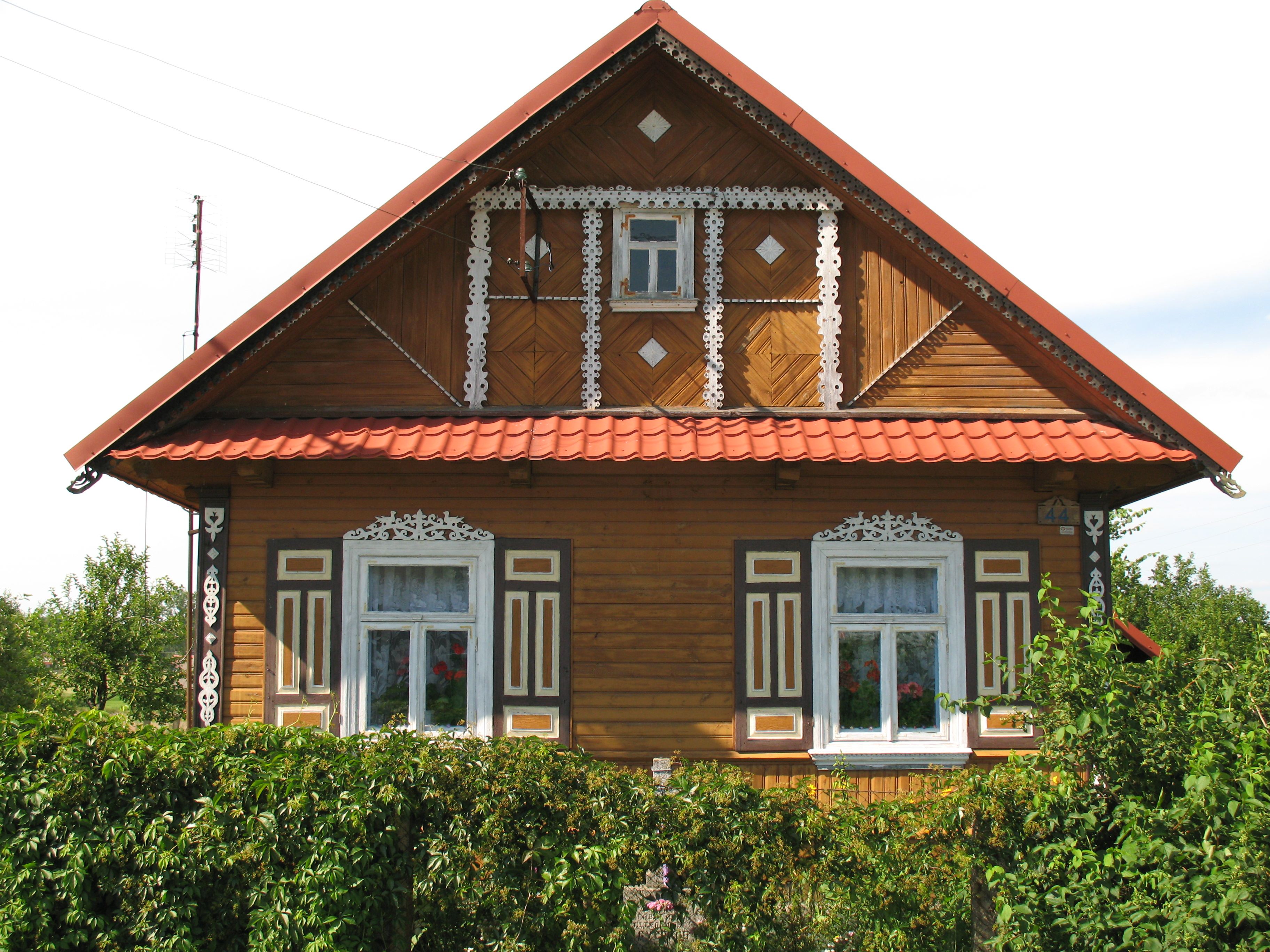
Dom nr 44, nagrodzony w konkursie na Najlepiej Zachowany Zabytek Wiejskiego Budownictwa Drewnianego w województwie podlaskim w 2007 r.

Dnia 24 kwietnia 2012 r., decyzją podlaskiego konserwatora zabytków, wieś została wpisana do rejestru zabytków m.in. z uwagi na ruralistyczny układ przestrzenny.
Jedna zagroda wiejska i aż dziesięć budynków mieszkalnych z Soc zostało nagrodzonych w konkursie na Najlepiej Zachowany Zabytek Wiejskiego Budownictwa Drewnianego w województwie podlaskim organizowanym przez Muzeum Rolnictwa w Ciechanowcu. Są nimi następujące obiekty: dom nr 111 (III miejsce w 2005); dom nr 44 (III miejsce w 2007); dom nr 2 (III miejsce w 2011); dom nr 60 (III miejsce w 2015); dom nr 53 (II miejsce w 2016), dom nr 52 (III miejsce w 2016), dom nr 22 (II miejsce w 2017) oraz zagroda złożona z domu, dwóch stodół i budynku inwentarskiego oraz wolnostojącej piwnicy (laureat I miejsca w 2017). W 2018 r. zgłoszone do konkursu domy z Soc okazały się bezkonkurencyjne i zajęły pierwsze trzy miejsca (zwycięzcą I nagrody został dom nr 34). Wszystkie wymienione budynki pochodzą z lat 20. i wczesnych 30. XX wieku.

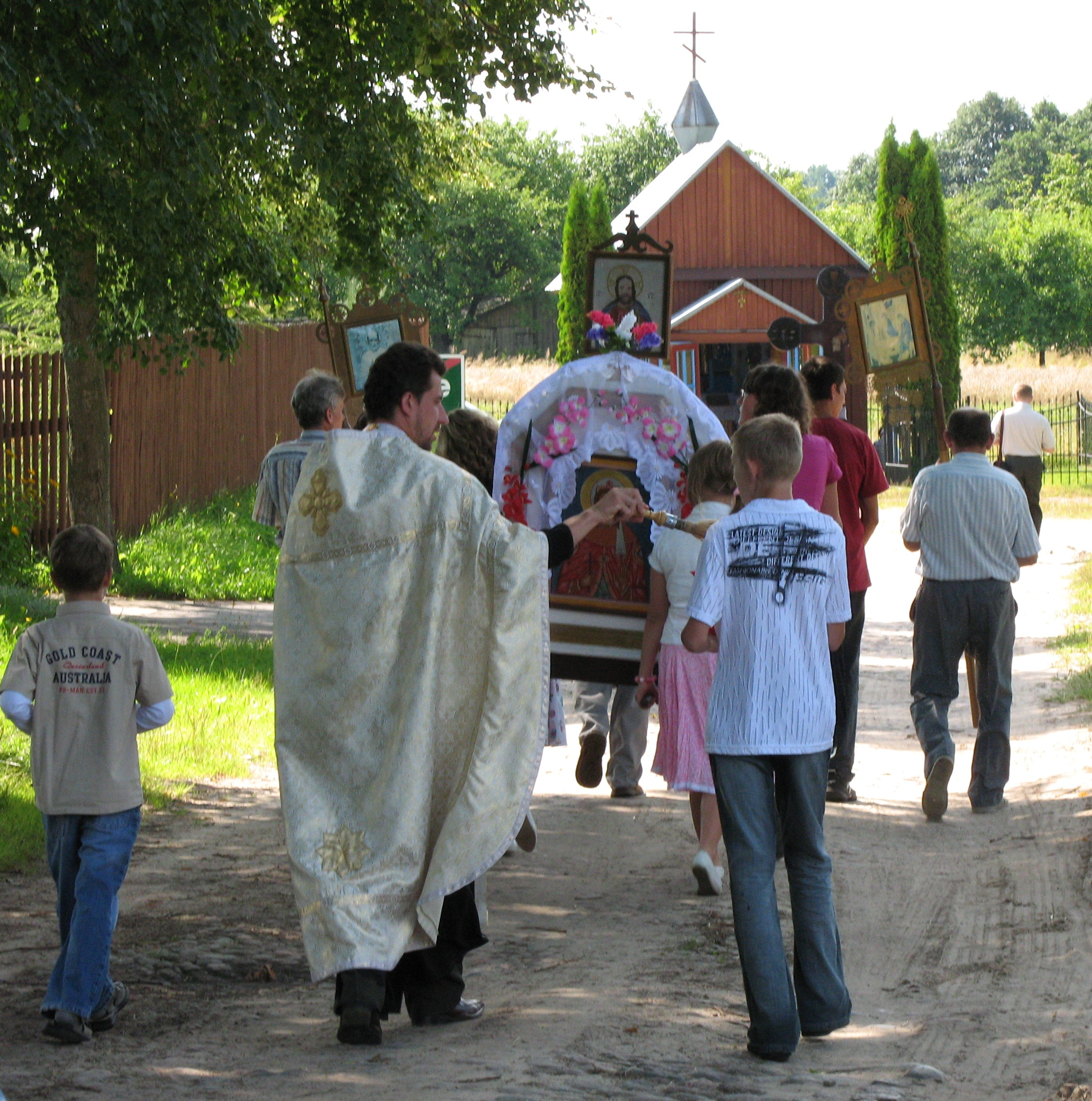
Uroczysta procesja w Socach w dniu św. Proroka Eliasza (proroka Ilji)

Od wieków rokrocznie, 2 sierpnia, odbywa się w Socach uroczysty obchód wsi z udziałem duchowieństwa prawosławnego w święto jej niebiańskiego patrona – biblijnego Św. Proroka Eliasza. Polega on m.in. na oświęceniu wodą święconą zagród i domostw (do lat 40. XX wieku także pól). W okresie PRL-u procesje takie były zabronione i nie odbywały się. Prorok Eliasz jest uosobieniem gromowładcy i jego kult jest rudymentem wierzeń przedchrześcijańskich – zastąpił on prasłowiańskiego Peruna.
W okresie od marca do maja 2011 r. w Białostockim Muzeum Wsi oraz Centrum im. Ludwika Zamenhofa w Białymstoku zrealizowany został projekt Wyśpiewać podlaską tradycję – ze wsi do miasta, którego finałem była akcja muzyczna pt. Śpiewająca masa krytyczna, czyli zaśpiewajmy wszyscy jak nasze babcie, podczas której mieszkańcy Białegostoku mogli nauczyć się podlaskiej pieśni lirycznej ze wsi Soce pt. Oj puojdu ja do rieczeńki w unikalnej gwarze mieszkańców wsi. Organizatorem akcji było Stowarzyszenie Dziedzictwo Podlasia we współpracy z Muzeum Podlaskim, przy wsparciu finansowym Prezydenta Miasta Białegostoku. Wspólne śpiewanie ludowej pieśni z Soc odbyło się także na tarasie Centrum im. Ludwika Zamenhofa podczas białostockiej Nocy Muzeów.

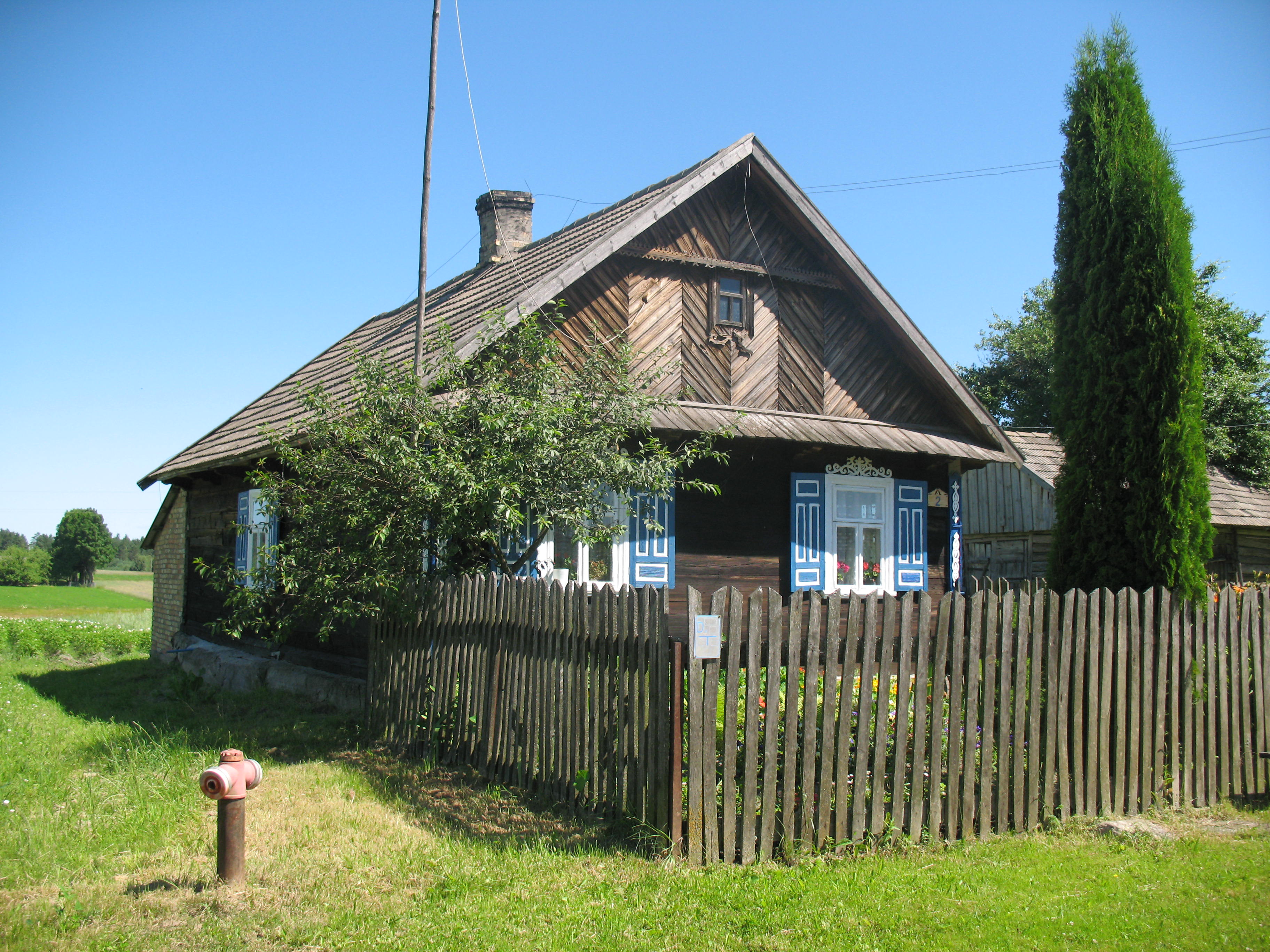
Dom nr 2, nagrodzony w konkursie na Najlepiej Zachowany Zabytek Wiejskiego Budownictwa Drewnianego w województwie podlaskim w 2011 r.

13 lipca 2013 roku w Socach odbyły się IX Podlasko-Poleskie Spotkania Żniwne Oleń po boru chodit z udziałem gości z Białorusi. Wydarzenie zorganizowane zostało przez Muzeum Małej Ojczyzny w Studziwodach we współpracy z Narwiańskim Ośrodkiem Kultury oraz Wydziałem Kultury rejonu kobryńskiego Białorusi.
W listopadzie 2014 r. wieś Soce otrzymała wyróżnienie podczas uroczystej gali finałowej konkursu Piękna i estetyczna podlaska wieś, który odbył się podczas Jesiennych Targów Ogrodniczych w Szepietowie. Konkurs zorganizował i przeprowadził Podlaski Ośrodek Doradztwa Rolniczego w Szepietowie.
W maju 2016 r. w Socach odbył się VI Rajd Rowerowy Dla Hospicjum – Dla Życia zorganizowany z okazji czwartej rocznicy powstania Hospicjum Domowego pw. Proroka Eliasza w Nowej Woli. Wydarzeniom tym towarzyszyło otwarcie Muzeum Wsi Soce oraz wiejski festyn. Rajd objęty był Honorowym Patronatem Urzędu Gminy w Narwi.
W czerwcu 2016 r. w Socach miało miejsce wydarzenie o nazwie Jelczem 120M po Krainie Otwartych Okiennic zorganizowany przez Klub Miłośników Komunikacji Miejskiej w Białymstoku. Polegał on na zwiedzaniu miejscowości leżących na szlaku Otwartych Okiennic zabytkowym autobusem Jelcz 120M.
W lipcu 2016 r. mieszkańcy wsi zostali bohaterami reportażu Alicji Grzechowiak pt. „Ławeczka”, zrealizowanego w ramach cyklu Białostockiej Szkoły Reportażu i wyemitowanego przez TVP3 Białystok.
W sierpniu 2017 r. Soce odwiedził Karol Okrasa, który nakręcił tu 159. odcinek swojego programu telewizyjnego Okrasa łamie przepisy.
W grudniu 2017 r. miał miejsce wernisaż wystawy pt. Soce – wieś kolorów zorganizowanej przez studentów III roku Wydziału Architektury Politechniki Białostockiej we współpracy z Podlaską Regionalną Organizacją Turystyczną. Wystawa była zwieńczeniem badań etnograficzno-architektonicznych przeprowadzonych w Socach jesienią 2017 roku. Kompozycję artystyczną wystawy stanowiły plansze stworzone z fotografii, które ukazywały przemijające dziedzictwo kulturowe wsi.
15 września 2018 r. w Socach odbyły się Europejskie Dni Dziedzictwa, podczas których wieś zwiedził Marszałek Województwa Podlaskiego Jerzy Leszczyński.

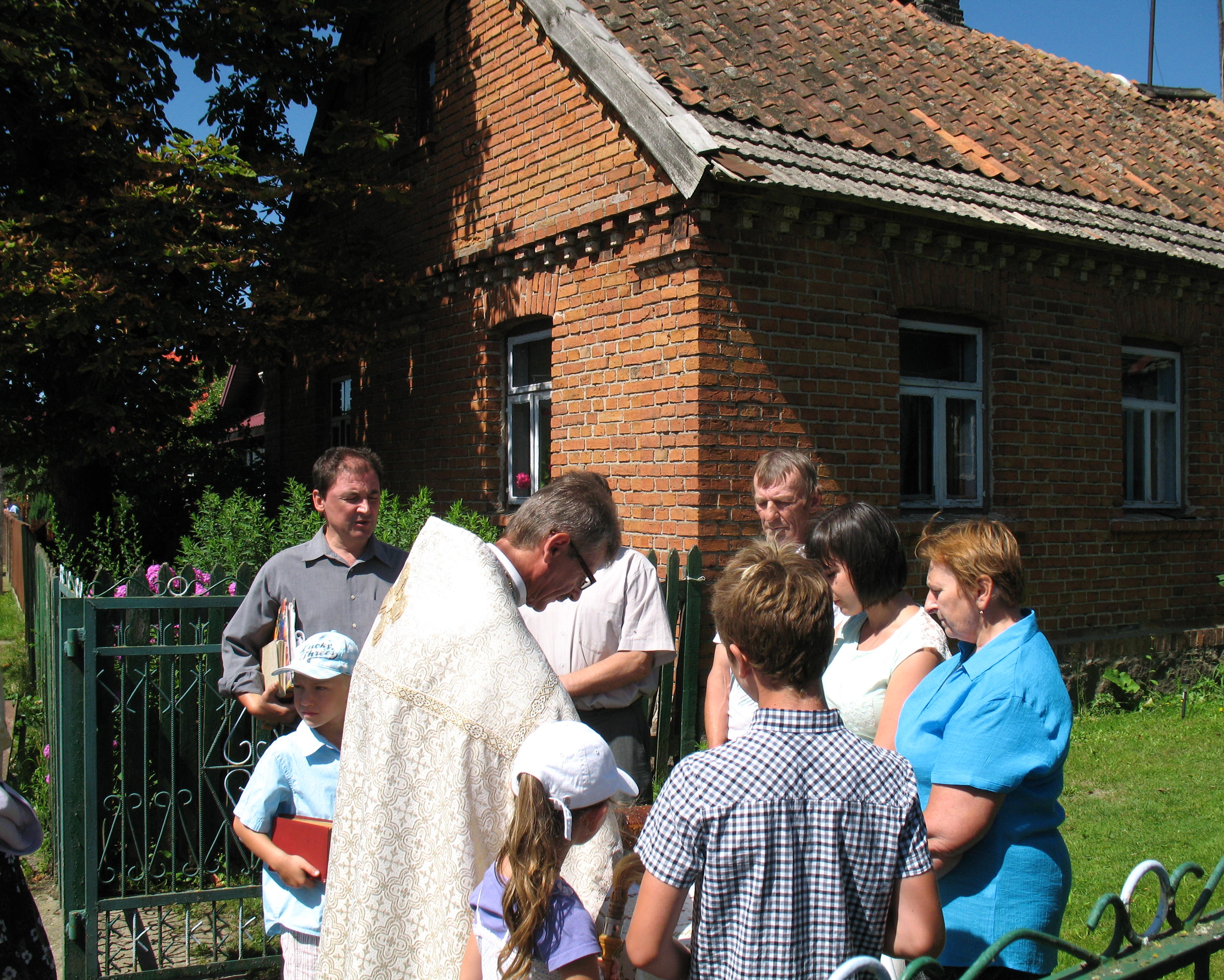
Soce podczas procesji, modlitwa w intencji domowników

## Język
Pod względem etnograficznym wieś Soce wraz z okolicznymi miejscowościami, takimi jak Trześcianka, Ryboły oraz Białki, jest jedną z najdalej wysuniętych na północ wsi na mapie ziem ukraińskiego kręgu językowo-kulturowego. Język, w jakim na co dzień porozumiewają się mieszkańcy Soc, nazywany przez nich chachłackim, swoim lub prostym, kategoryzuje się do gwar północnoukraińskich i naukowo określa się go mianem języka zachodniopoleskiego. Sąsiednie wsie takie jak Ostrówki czy Żywkowo przynależą już do białoruskiego kręgu językowego. Mimo to ludność ta nie zdołała wykształcić ukraińskiej tożsamości narodowej, co zdaje się być symptomatyczne z racji położenia geograficznego Soc i historii regionu, zaś w spisach powszechnych deklarowana jest tu białoruska przynależność narodowa. Współcześnie intensywne trendy polonizacyjne niwelują te różnice językowo-kulturowe, które przez wieki kształtowały mapę kulturową północnego Podlasia.